# Vétraz-Monthoux
Vétraz-Monthoux este o comună în departamentul Haute-Savoie din sud-estul Franței. În 2009 avea o populație de 6.470 de locuitori.

## Evoluția populației
| An        | 1975  | 1982  | 1990  | 1999  | 2006  | 2009  |
| --------- | ----- | ----- | ----- | ----- | ----- | ----- |
| Populație | 2.908 | 3.413 | 4.311 | 5.297 | 6.141 | 6.470 |